# Sint-Pietersabdij (Oudenburg)
De Sint-Pietersabdij te Oudenburg was een benedictijner abdij die van 1084 tot 1797 heeft bestaan. In de Franse Tijd werd de abdij op 16 februari 1797 afgeschaft en alle eigendommen werden verkocht. De gebouwen werden grotendeels gesloopt.

## Geschiedenis
De abdij werd opgericht door de heilige Arnoldus, bisschop van het bisdom Soissons, die op vredesmissie was in Vlaanderen. Gervinus van Oudenburg was abt van 1095 tot 1105, waarna hij kluizenaar werd. De Benedictijnen voorzagen in hun eigen levensonderhoud en hadden een eigen boerderij. 
De abdij werd tijdens de Franse tijd op het einde van de 18e eeuw opgeheven. Na de opheffing werden de meeste gebouwen afgebroken. Enkel het abtsgebouw en de abdijhoeve bleven bestaan. De laatste monnik was Veremundus (doopnaam) Norbertus Daghelet (1770-1852) die, na heel wat omzwervingen en bedieningen, in 1821 pastoor van Oudenburg werd en dit bleef tot aan zijn dood.
Het domein werd verkocht en kwam in privébezit terecht. Drie generaties landbouwers hebben hier geboerd. In 1989 zijn de gebouwen opnieuw verkocht en is de abdijhoeve volledig gerestaureerd. Een tijd lang diende het complex als hotel, restaurant en wellnesscenter onder de naam ‘De Abdijhoeve'. Tegenwoordig is het eigendom van de stad.
In 1934 kreeg de Sint-Pietersabdij te Steenbrugge het opvolgingsrecht van de Sint-Pietersabdij en nam ook haar naam aan.

## Huidige situatie
Het abtsgebouw aan de Marktstraat 28 stamt uit 1756. Het werd gebouwd in opdracht van abt Maurus Eloy. Hierin is nu het Romeins Archeologisch Museum gevestigd, dat ook enkele overblijfselen van de abdij bezit, zoals een bas-reliëf dat Arnoldus en Sint-Jakob voorstelt. Dit is vermoedelijk gemaakt in opdracht van abt Jaak Jacobs, die overleed in 1500.
De abdijhoeve aan de Marktstraat 1 heeft een toegangspoort die het jaartal 1671 draagt. De hoeve werd gebouwd op bevel van abt Karel Geleyns.
De middeleeuwse vierkante duiventoren die eveneens tot de abdijhoeve behoorde, is overeind gebleven en bewijst de macht van de abdij. Tijdens de Tweede Wereldoorlog hebben de Duitsers van deze toren een uitkijktoren gemaakt met schietgaten, wat vandaag nog steeds te zien is.
In 2008 werd de kloostertuin opnieuw ingericht.
De brouwerij is verdwenen. Dit was een zeer belangrijk deel van de abdij, de heilige Arnoldus is de patroonheilige van de brouwers. Een deel van de grote schuur ging in de 19e eeuw in de vlammen op.

## Galerij

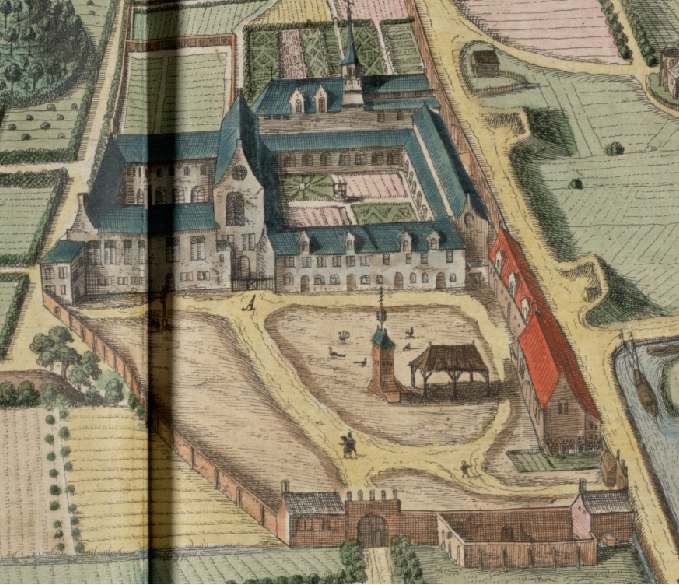
De Sint-Pietersabdij in de eerste helft van de 17e eeuw (afbeelding uit Flandria Illustrata - 1641)
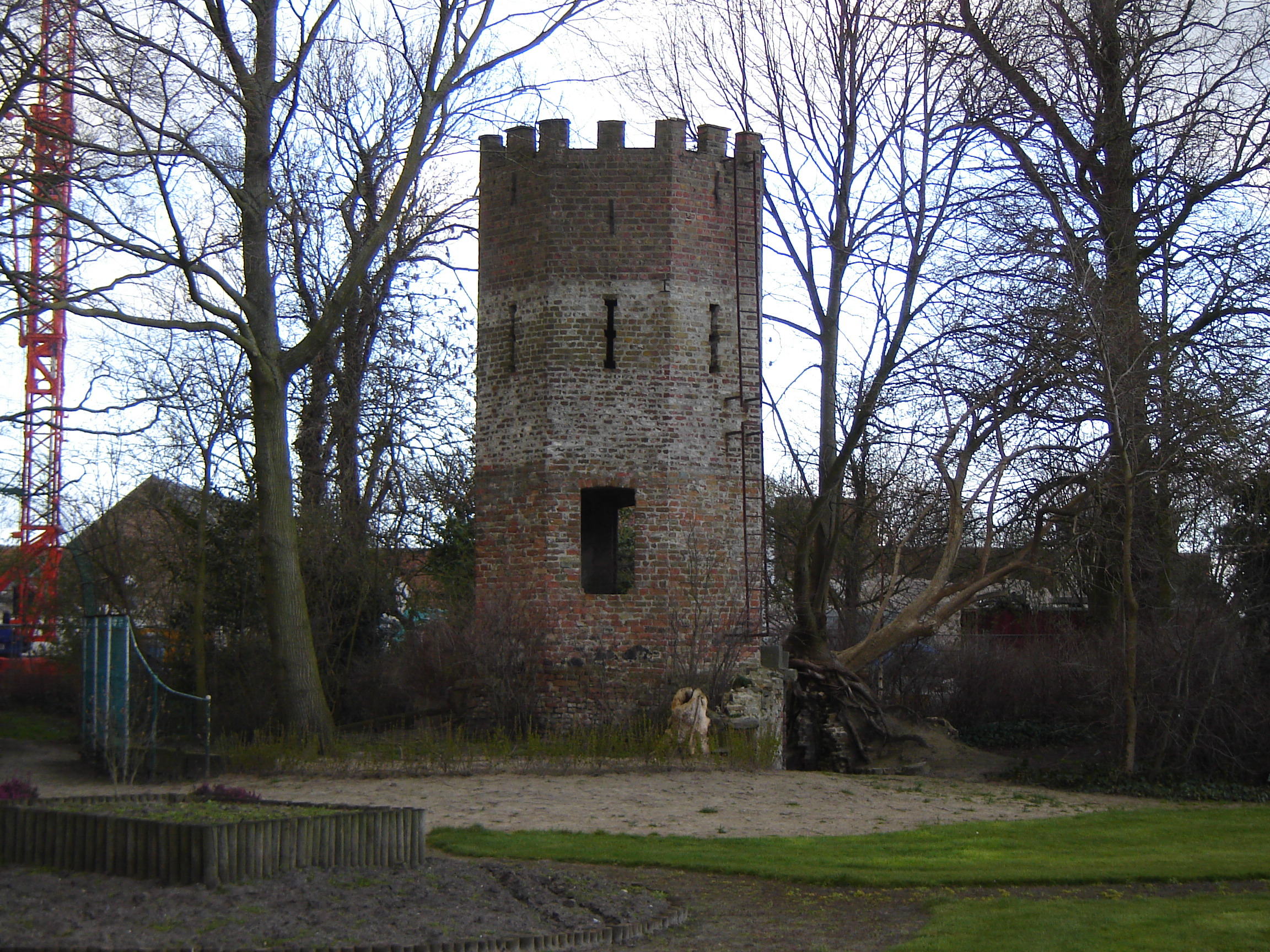
Toren in abdijtuin
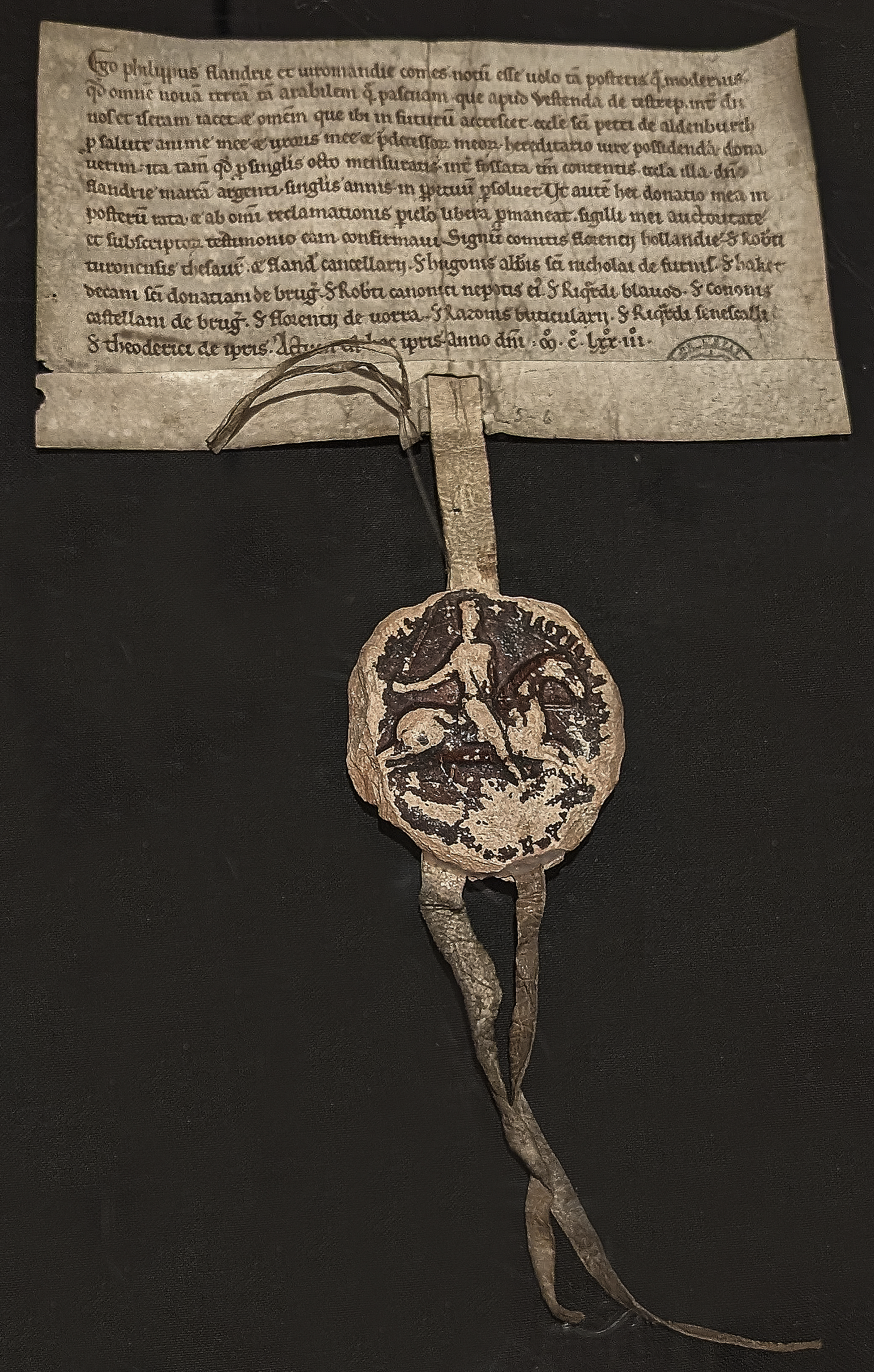
Oorkonde van Filips van de Elzas aan de Sint-Pietersabdij